# گورو ایناگاکی
گورو ایناگاکی ((به ژاپنی: 稲垣 吾郎 いながき ごろう Goro Inagaki)؛ زادهٔ ۸ دسامبر ۱۹۷۳) موسیقی‌دان و هنرپیشه ژاپنی اهل ایتاباشی، توکیو است. از فیلم‌هایی که وی در آن نقش داشته است می‌توان به ۱۳ آدم‌کش (۲۰۱۰) در نقش ماتسودایرا ناری‌تسوگو اشاره کرد.